# Будимир Вуячич
Будимир Вуячич (чорн. Budimir Vujačić, нар. 4 січня 1964, Тітоград) — югославський чорногорський футболіст, що грав на позиції захисника.

## Клубна кар'єра
Народився в Тітограді (нині — Подгориця) і виростав у містечку Петровац на Мору. Розпочав свою футбольну кар'єру у місцевому клубі «Петровац» в нижчих дивізіонах Югославії. У 1985 році, у віці 21 року, він відправився за кордон, провівши три сезони у «Фрайбурзі» у другій Бундеслізі ФРН.
У січні 1988 року Вуячич повернувся додому та підписав контракт з «Воєводиною», де залишався до червня 1989 року. Після цього він приєднався до «Партизана». У белградському клубі він був основним захисником і за його допомоги команда виграла один кубок (1991/92), а також перший розіграш новоствореного чемпіонату Союзною Республіки Югославія.
1993 року Вуячич приєднався до «Спортінга» (Лісабон) з Португалії, вигравши португальський Кубок в єдиний сезон (1994/95), в якому він був основним гравцем (29 матчів, два голи). Закінчив футбольну кар'єру в 1998 році у віці 34 років після короткого виступу в Японії за «Віссел Кобе».
Після закінчення кар'єри Вуячич працював скаутом у англійському «Манчестер Юнайтеді», і був відповідальний за прихід до команди Зорана Тошича, а також спробу підписання Адема Ляїча, яка була згодом відмінена англійським клубом.

## Виступи за збірну
Дебютував 27 травня 1989 року в офіційних матчах у складі національної збірної Югославії у товариській грі з Бельгією (0:1), відігравши другий тайм. У формі головної команди країни зіграв 12 матчі, але на великих турнірах не брав участі.

## Статистика
| Збірна Югославії | Збірна Югославії | Збірна Югославії |
| Роки             | Ігри             | голи             |
| ---------------- | ---------------- | ---------------- |
| 1989             | 4                | 0                |
| 1990             | 0                | 0                |
| 1991             | 3                | 0                |
| 1992             | 1                | 0                |
| Усього           | 8                | 0                |
| Збірна Югославії |                  |                  |
| Роки             | Ігри             | голи             |
| 1995             | 2                | 0                |
| 1996             | 2                | 0                |
| Усього           | 4                | 0                |

## Титули і досягнення
- Володар Кубка Югославії (2):

«Партизан»: 1988–89, 1991–92
- Володар Кубка Португалії (3):

«Спортінг»: 1994–95
- Володар Суперкубка Португалії (4):

«Спортінг»: 1995